# 1966 у Миколаєві
| Роки в Миколаєві ← • 1901 • 1902 • 1903 • 1904 • 1905 • 1906 • 1907 • 1908 • 1909 • 1910 • 1911 • 1912 • 1913 • 1914 • 1915 • 1916 • 1917 • 1918 • 1919 • 1920 • 1921 • 1922 • 1923 • 1924 • 1925 • 1926 • 1927 • 1928 • 1929 • 1930 • 1931 • 1932 • 1933 • 1934 • 1935 • 1936 • 1937 • 1938 • 1939 • 1940 • 1941 • 1942 • 1943 • 1944 • 1945 • 1946 • 1947 • 1948 • 1949 • 1950 • 1951 • 1952 • 1953 • 1954 • 1955 • 1956 • 1957 • 1958 • 1959 • 1960 • 1961 • 1962 • 1963 • 1964 • 1965 • 1966 • 1967 • 1968 • 1969 • 1970 • 1971 • 1972 • 1973 • 1974 • 1975 • 1976 • 1977 • 1978 • 1979 • 1980 • 1981 • 1982 • 1983 • 1984 • 1985 • 1986 • 1987 • 1988 • 1989 • 1990 • 1991 • 1992 • 1993 • 1994 • 1995 • 1996 • 1997 • 1998 • 1999 • 2000 • → |

1966 у Миколаєві — список важливих подій, що відбулись у 1966 році в Миколаєві. Також подано перелік відомих осіб, пов'язаних з містом, що народились або померли цього року, отримали почесні звання від міста.

## Події

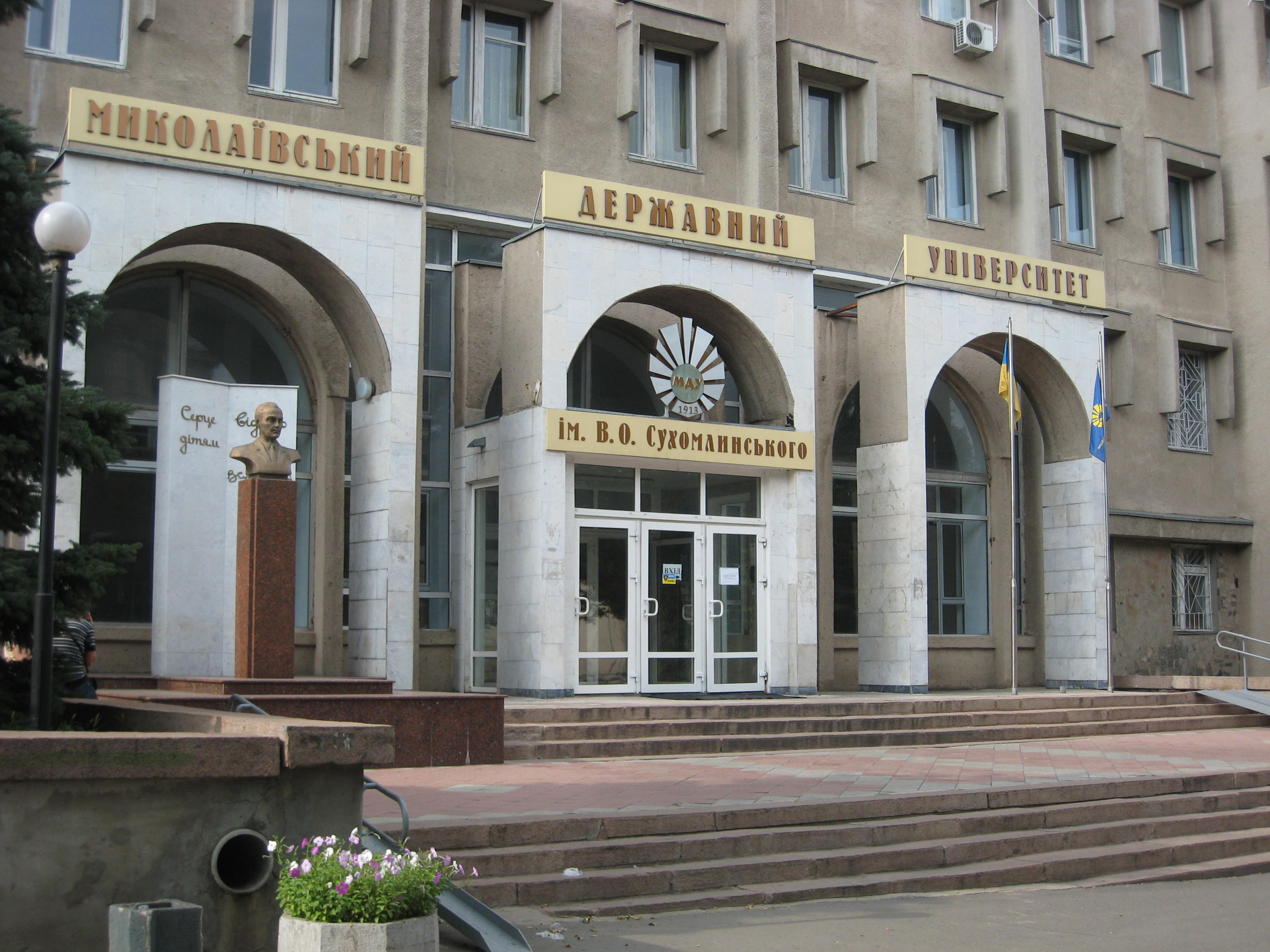
Головний корпус Миколаївського національного університету

- Відбулась перша обласна установча конференція Миколаївської організації Українського товариства охорони пам'яток історії та культури[1].
- Виходить путівник «Миколаївський обласний державний архів» під редакцією Ш. С. Людковського[1].
- Зведений головний корпус Миколаївського пелагогічного інституту (архітектори Г. та В. Скуратовські).
- У Терновці встановлений пам'ятник радянським воїнам.
- 10 жовтня миколаївський футбольний клуб «Суднобудівник» провів проти команди «Волга» (Горький) 500-й матч у чемпіонаті СРСР (0:0).

## Особи

### Очільники
- Микола Брюханов змінив Григорія Яні на посаді голови виконавчого комітету Миколаївської міської ради.
- 1-й секретар Миколаївського міського комітету КПУ — Анатолій Саліхов.

### Почесні громадяни
- У 1966 році звання Почесного громадянина Миколаєва не присвоювалось.

### Народились
- Андрійченко Наталія Георгіївна (нар. 10 червня 1966, Миколаїв) — українська кінорежисерка. Лауреатка Державної премії України імені Олександра Довженка. Член Експертної комісії з питань кінематографії Державного агентства України з питань кіно. Член Національної спілки кінематографістів України.
- Григораш Гліб Миколайович (21 грудня 1966, Миколаїв — 13 жовтня 2014, Біла Кам'янка, Тельманівський район) — старший лейтенант 19-го батальйону територіальної оборони Збройних сил України, загинув в ході російсько-української війни.
- Жолобецький Олександр Олександрович (нар. 24 квітня 1966, м. Миколаїв) — український політик, народний депутат України VIII скликання. Депутат Миколаївської міської ради 4, 5 та 6 скликання.
- Крамаренко Сергій Сергійович (1 серпня 1966, Миколаїв) — український зоолог і еколог, професор, доктор біологічних наук, фахівець з популяційної біології наземних молюсків і з математичних моделей у біології, зокрема у селекції худоби.
- Криленко Володимир Ігорович (нар. 2 липня 1966, м. Бобринець, Кіровоградська область) — український економіст (доктор економічних наук, професор), перший заступник міського голови м. Миколаєва (2017—2020), генерал-майор СБУ, керівник обласних управлінь СБУ у 2011—2014 роках (Черкаська, Львівська, Миколаївська області).
- Лазорко Дмитро Олексійович (4 серпня 1966, Запоріжжя — 23 лютого 2009, Миколаїв) — український режисер, педагог.
- Сорокін Вадим Євгенович (нар. 13 лютого 1966, Київ, УРСР) — радянський та український футболіст, нападник. У складі клубу «Суднобудівник»/«Миколаїв» провів 110 матчів, забив 21 гол.
- Телесненко Андрій Васильович (нар. 12 квітня 1966, м. Одеса, УРСР) — колишній радянський та український футболіст, захисник. Майстер спорту СРСР (1991). Після завершення активних виступів перейшов на тренерську діяльність. У складі клубу «Суднобудівник» провів 50 матчів.
- Терещенко Юрій Федорович (нар. 21 квітня 1966, м. Миколаїв) — український економіст. Кандидат економічних наук. Голова Комітету з політики військово-технічного співробітництва та експортного контролю при Президентові України (2007). Т.в.о. генерального директора Державного концерну «Укроборонпром» (з 21 березня до 4 липня 2014).
- Ткачов Борис Сергійович нар. 10 березня 1959, Сімферополь) — радянський і український футболіст, що грав на позиції воротаря. У складі клубу «Миколаїв» провів 91 матч.

### Померли
- Гопнер Серафима Іллівна (26 березня [7 квітня] 1880, Херсон — 25 березня 1966, Москва) — радянська партійна і державна діячка, секретар ЦК КП(б)У (1918), Герой Соціалістичної Праці (7.03.1960), доктор історичних наук (1934), член ЦК КП(б)У в листопаді 1927 — червні 1938 р. У друшій половині 1900-х років вела партійну роботу Миколаєві.